# Старое Сабурово
Старое Сабурово — село в Никифоровском районе Тамбовской области России. 
Входит в Екатерининский сельсовет. До 2010 года село являлось административным центром Старосабуровского сельсовета.

## География
Расположено на реке Малая Ярославка (правом притоке Ярославки), в 16 км к северо-востоку от райцентра, пгт Дмитриевка, и в 39 км к северо-западу от центра Тамбова.

## Население
| 2002 | 2010 |
| ---- | ---- |
| 363  | ↘206 |

Согласно результатам переписи 2002 года, в национальной структуре населения русские составляли 99 % от жителей.